# Vidám Könyvtár
A Vidám Könyvtár egy 20. század eleji magyar könyvsorozat volt 1909–1919 között, mely a következő köteteket tartalmazta:
- 1. Humor a bűnben. Megtörtént viccek. Pesti anekdoták. Szomaházy István bevezetőjével. (60 l.)
- 2. Budapesti erkölcsök. 70 karcolat politikusokról, bohémekről, gyerekekről, asszonyokról, fiskálisokról és egyebekről. Irták Erényi Nándor, Tábori Kornél, Molnár Ferenc, Szomaházy István. (64 l.)
- 3. Színházi historiák. 64 humoros eset. (64 l.)
- 4. Furcsa alakok. 51 mulatságos eset. (64 l.)
- 5. Pesti krónika. Irták: Pásztor Árpád. Szomaházy István, Tábori Kornél. (64. l.) É. n.
- 6. A jó vidék. (64 l.)
- 7. Bohemia. 60 kis krónika festők, szobrászok, színészek és írók víg esetei. Irták Molnár Ferenc, Szomaházy István, Nagy Endre, Zöldi Márton. (63 l.)
- 8. Humor a politikában. 63 karcolat. Irták Nagy Endre, Pásztor Árpád, Tábori Kornél. (64 l.)
- 9. A mester. Újházi-anekdoták. [1911.] 64 l.
- 10. Pásztor Árpád–Szomaházy István–Tábori Kornél: Turfhumor. [1911.] 64 l.
- 11. Szomaházy István–Tábori Kornél–Nagy Endre: Kártyahumor. [1911.] 64 l.
- 12. Bródy Miksa–Tábori Kornél–Szomaházy István: Börzehumor. [1912.] 64 l.
- 13. Kún Andor: Politikusok pongyolában. (A T. Házból.) [1913.] 64 l.
- 14. Nagy Endre–Színi Gyula–Tábori Kornél: Oh azok a gyerekek. [1913.] 64 l.
- 15. Adorján Andor–Nagy Endre–Tábori Kornél: Anekdoták. Víg esetek híres férfiakról. [1913.] 64 l.
- 16. Bródy Miksa–Pásztor Árpád–Szomaházy István: Lipótváros. 80 kis történet. [1913.] 64 l.
- 17. Színi Gyula–Szomaházy István–Tábori Kornél: Útközben. Anekdoták, víg esetek autón, hajón, villamoson, fürdőhelyen, vasutako...
- 18. Bródy Miksa: Mozi vászon nélkül. [1914.] 63 l.
- 19. Szini Gyula–Pásztor Árpád–Szomaházy István: Szerelem, házasság. 60 víg apróság. [1914.] 64 l.
- 20. Tábori Kornél–Székely Vladimir: A nevető justicia. M. kir. törvényszéki humor. [1914.] 64 l.
- 21. Pásztor Árpád–Szini Gyula–Szomaházy István: Ravasz alakok. [1914.] 64 l.
- 22. Bródy Miksa–Tábori Kornél: Rp: 50 víg eset orvosokról és páciensekről. [1914.] 64 l.
- 23. Bródy Miksa–Erényi Nándor–Tábori Kornél: Színészek és ripacsok víg esetei. [1915.] 64 l.
- 24. Adorján Andor–Tábori Kornél: Írók és firkászok víg esetei. [1915.] 64 l.
- 25. Nagy Endre–Tábori Kornél: Festők, szobrászok víg esetei. [1915.] 64 l.
- 26. Bródy Miksa–Tábori Kornél: Katonáék. A királytól a közvitézig. Víg esetek. [1915.] 64 l.
- 27. Bródy Miksa–Tábori Kornél: Kaszárnya és harctér. [1916.] 64 l.
- 28. Kulinyi Ernő–Szomaházy István–Tábori Kornél: A háborús Pest. 80 víg eset. [1916.] 64 l.
- 29. Szomaházy István–Tábori Kornél: Hadihumor. [1916.] 64 l.
- 30. Szini Gyula–Tábori Kornél: Híres emberek anekdotái. [1917.] 64 l.
- 31–32. Bródy Miksa–Karinthy Frigyes–Tábori Kornél: Csak semmi háború. (Tréfák.) [1918.]80 l.
- 33–34. Rákosi Viktor [Sipulusz]: Fantasztikus történetek. [1918.] 80 l.
- 35–35. Kabaré. Bródy Miksa–Gábor Andor–Harsányi Zsolt legjobb vidám kabarétráfái. [1918.] 78 [2] l.
- 37–38. Mikszáth Kálmán: Anekdoták. [1918.] 80 l.
- 39–40. Bródy Miksa–Szomaházy István–Tábori Kornél: Kis tréfák. [1919.] 80 l.
- 41–42. Karinthy Frigyes–Szini Gyula–Tábori Kornél: Írói intimitások. [1919.] 80 l.
- 43–44. Rákosi Viktor [Sipulusz]: Derűs históriák. [1919.] 80 l.